# Steinerne Mühl
La Steinerne Mühl est une rivière tchèque puis autrichienne de 24 km de long qui coule dans le land de Haute-Autriche. Elle est un affluent de la Große Mühl, donc un sous-affluent du Danube.